# 시로자케

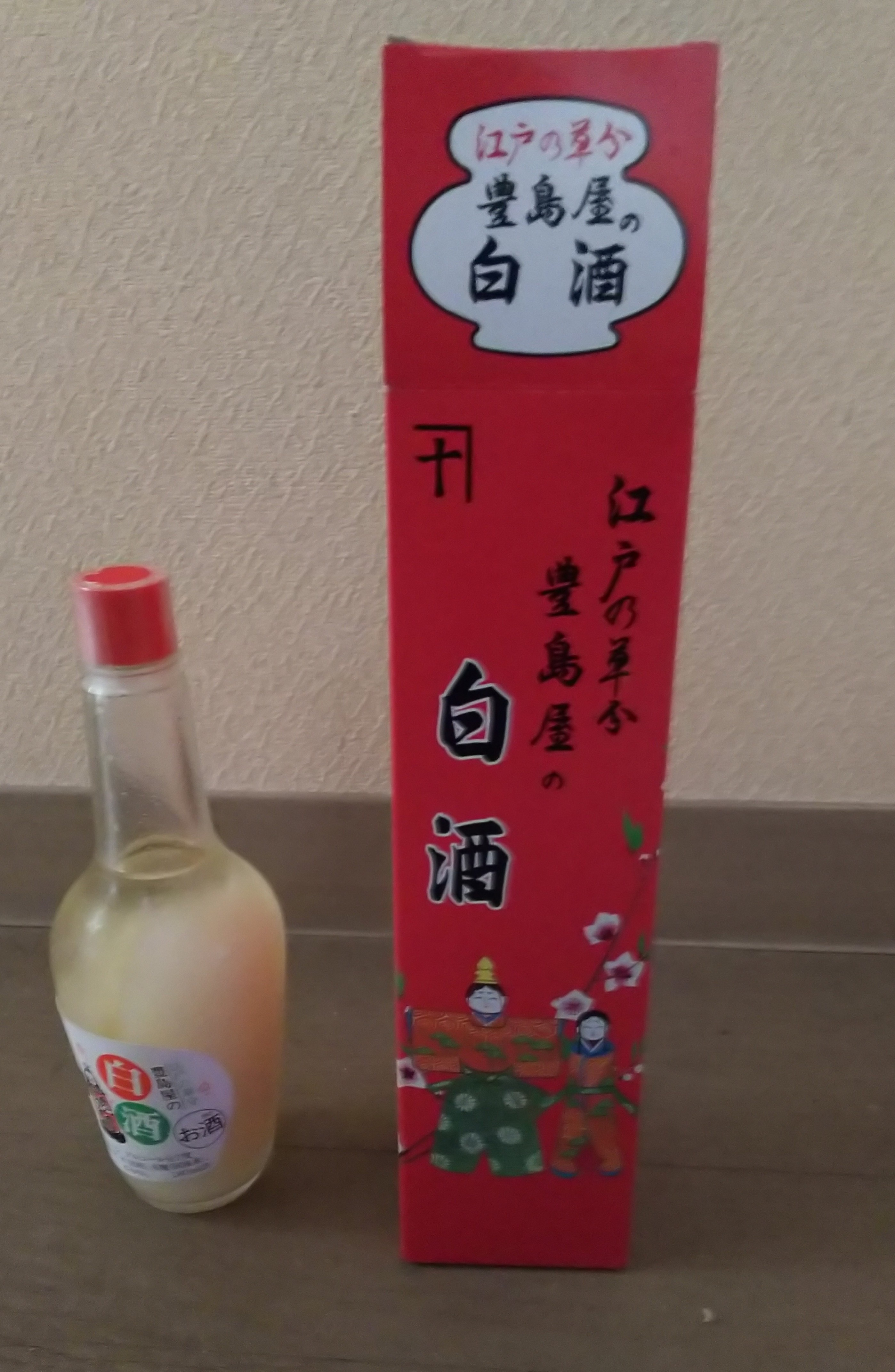

시로자케(일본어: 白酒→백주)는 히나마쓰리에서 축하를 위해 먹는 술이다.